# Меган, герцогиня Сассекська
Меган, герцогиня Сассекська (англ. Meghan, Duchess of Sussex; при народжені Рейчел Меган Маркл (англ. Rachel Meghan Markle); нар. 4 серпня 1981) — американська акторка та модель, дружина британського принца Гаррі, герцогиня Сассекська.
Меган народилася та виросла в Лос-Анджелесі, Каліфорнія. Свою акторську кар'єру почала в Північно-Західному університеті. Вона грала роль Рейчел Зейн протягом семи сезонів (2011—2018) в американській телевізійній юридичній драмі «Форс-мажори». Була одружена з американським кінопродюсером Тревором Енгельсоном з 2011 року до їх розлучення в 2014 році.
У 2018 році Меган припинила свою акторську діяльність після шлюбу з принцом Гаррі та стала відомою як герцогиня Сассекська. У Меган та Гаррі двоє дітей: принц Арчі і принцеса Лілібет. У січні 2020 року подружжя залишило посаду членів королівської сім’ї, переїхало до рідної для Меган Південної Каліфорнії та заснувало «Archewell Inc.», поєднання комерційних і некомерційних (благодійних) організацій у Беверлі-Гіллз. У березні 2021 року Меган давала інтерв'ю для «Опра з Меган та Гаррі», широко розрекламованого американського телевізійного інтерв'ю. Вона випустила книгу для дітей «Лавка» і запустила подкаст «Архетипи». Меган та Гаррі зняли документальний серіал «Гаррі і Меган» для Netflix, який вийшов у грудні 2022 року.

## Життєпис
Народилася 4 серпня 1981 року в Лос-Анджелесі (Каліфорнія, США). Батько має голландське та ірландське походження, за фахом режисер. Мати — афроамериканка, психотерапевтка і викладачка йоги.
Предки Меган по материнській лінії походять з Африки і були рабами на бавовняних плантаціях південних американських штатів. По батьківській лінії генеалогія Меган походить з Німеччини та Швейцарії. У XVIII столітті Йоганн Маркель (Johann Markel) покинув рідні місця в околицях Оффенбурга у нинішній німецькій федеральній землі Баден-Вюртемберг і подався до Пенсильванії. 1809 року народився Конрад Маркель (Conrad Markel), який пізніше одружився з Катеріною Говіс (Catherine Hovis). Предки Катеріни по батьківській лінії жили у Пруссії, а по материнській — у Швейцарії.
За даними американського дослідника Гері Бойда Робертса, Меган є прямим нащадком короля Англії Едуарда III — сина короля Едуарда II з династії Плантагенетів та Ізабелли Французької, дочки короля Франції Філіпа IV Красивого з династії Капетингів, прямого нащадка короля Франції Генріха I і королеви Франції Анни Ярославни (Anna de Kyiv), доньки великого князя київського Ярослава Мудрого. Гаррі і Меган родичі в 17-му поколінні. Установлений спільний предок пари — високий шериф графства Дарем Ральф Боуз, який жив у XV ст.: нащадок його онуки 1632 р. переїхав до Америки, де став засновником колонії Нантакета, а нащадки онука поєдналися з графами Стратмора і Кінгхорна — одними з предків королеви Єлизавети II.

## Трудова діяльність
Меган Маркл закінчила Північно-Західний університет. У 2002 році дебютувала в серіалі «Головний госпіталь» і кілька наступних років одночасно працювала фотомоделлю й акторкою, з'являючись в основному в епізодах таких серіалів як «Місце злочину: Нью-Йорк», «90210: Нове покоління», «Межа» та «Касл». Найвідоміша завдяки ролі Рейчел Зейн в телесеріалі «Форс-мажори», де знімалася з 2011 року. На великому екрані з'явилася у фільмах «Пам'ятай мене» і «Нестерпні боси».

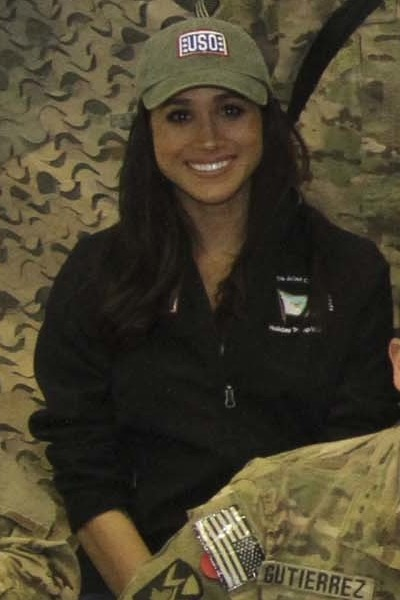
Меган Маркл під час поїздки в Афганістан, 2014 рік

Окрім кар'єри в кіно, Маркл багато часу приділяє благодійності. Вона є міжнародною представницею фонду World Vision Canada і в рамках його кампанії боротьби за доступність чистої води відвідувала Руанду. Літала в Афганістан, щоб підтримати американських військових. У 2014 році акторка брала участь в кампанії ООН за гендерну рівність. Крім того, в січні 2017 року літала до Індії, щоб поспілкуватися з дівчатками і жінками на тему стигматизації менструацій.

### Особисте життя
З 2011 по 2013 рік була одружена з маловідомим кінорежисером і продюсером Тревором Енгельсоном.
8 листопада 2016 року стало відомо, що Маркл протягом декількох місяців зустрічається з принцом Гаррі. 27 листопада 2017 року оголошено про їхні заручини. 6 березня 2018 року у каплиці Сент-Джеймського палацу Меган Маркл пройшла обряд хрещення та конфірмації, який провів архієпископ Кентерберійський Джастін Велбі.

## Шлюб з принцом Гаррі
Докладніше: Вессілля принца Гаррі та Меган Маркл
Весілля відбулося 19 травня 2018 року в каплиці Святого Георгія у Віндзорському замку.
6 травня 2019 року в пари народився син, якого назвали Арчі Маунтбеттен-Віндзор.
9 січня 2020 року герцог і герцогиня Сассекські зробили офіційну заяву, в якій повідомили про свій намір скласти з себе повноваження членів королівської сім'ї і стати фінансово незалежними від палацу. У тому ж році переїхала із чоловіком до Канади, а потім до США. Американський актор Тайлер Перрі дозволив їм безкоштовно пожити у своєму будинку в Лос-Анджелесі і надав власну охорону.
25 листопада 2020 року в колонці «Нью-Йорк таймс» розповіла про сумний досвід утрати дитини — у липні після переїзду до США в Меган стався викидень.
7 березня 2021 року в США вийшло інтерв'ю Опрі Вінфрі, яке вона взяла в подружжя. У ньому йшлося про те, чому вони з Гаррі вирішили відмовитися від виконання обов'язків старших членів королівської родини.
4 червня 2021 року в Меган та Гаррі народилась донька Лілібет.

## Титул та герби

Королівська монограма

Після одруження з принцом Гаррі Меган стала принцесою Великої Британії, отримавши звання Королівської Високості. Після одруження її називали «Її Королівська Високість Герцогиня Сассекська». Вона також має титули графині Дамбартон і баронеси Кілкіл. Вона є першою людиною, яка отримала титул «герцогиня Сассекська».
Після рішення герцога та герцогині відмовитися від королівських обов'язків у 2020 році подружжя погодилося не використовувати стиль Королівської Високості на практиці, але їх все ще називаються «Його/Її Королівська Високість» у правових установах.

## Фільмографія

### Телесеріали
| Рік       |   | Українська назва               | Оригінальна назва     | Роль                                      |
| --------- | - | ------------------------------ | --------------------- | ----------------------------------------- |
| 1995      | с | Одружені... та з дітьми        | Married with Children | студентка (1 епізод)                      |
| 2002      | с | Загальна лікарня               | General Hospital      | Джилл (1 епізод)                          |
| 2004      | с | Місто майбутнього              | Century City          | Наташа (1 епізод)                         |
| 2005      | с |                                | Cuts                  | Корі (1 епізод)                           |
| 2005      | с | Більше, ніж кохання            | A Lot Like Love       | красуня Наталі (1 епізод)                 |
| 2005      | с |                                | Love, Inc.            | Тереза Сантос (1 епізод)                  |
| 2006      | с | Війна в домі                   | The War at Home       | Сюзан (1 епізод)                          |
| 2006      | с |                                | Deceit                | Ґвен (1 епізод)                           |
| 2006      | с | Місце злочину: Нью-Йорк        | CSI: NY               | Вероніка Перес (1 епізод)                 |
| 2008      | с | 90210: Нове покоління          | 90210                 | Венді (2 епізоди)                         |
| 2008      | с | Поки смерть (не розлучить нас) | 'Til Death            | Тара (1 епізод)                           |
| 2008      | с |                                | The Apostles          | Келлі Келхун (1 епізод)                   |
| 2008      | с |                                | Good Behavior         | Седі Валенсія (1 епізод)                  |
| 2009      | с | Лицар доріг                    | Knight Rider          | Енні Ортіс (1 епізод)                     |
| 2009      | с | Без сліду                      | Without a Trace       | Голлі Шепард (1 епізод)                   |
| 2009      | с | Межа                           | Fringe                | мол. агент ФБР Емі Джессап (2 епізоди)    |
| 2009      | с |                                | The League            | Меган (1 епізод)                          |
| 2010      | с | C.S.I.: Місце злочину Маямі    | CSI: Miami            | поліціянтка Лія Монтоя (1 епізод)         |
| 2012      | с | Касл                           | Castle                | Шарлотта Бойд / Спляча красуня (1 епізод) |
| 2012—2014 | с | Форс-мажори (вебсеріал)        | Suits Webisodes       | Рейчел Зейн (7 епізодів)                  |
| 2011—2018 | с | Форс-мажори                    | Suits                 | Рейчел Зейн (основна роль, 108 епізодів)  |

### Фільми
| Рік  |    | Українська назва | Оригінальна назва                        | Роль         |
| ---- | -- | ---------------- | ---------------------------------------- | ------------ |
| 2010 | ф  | Пам'ятай мене    | Remember Me                              | Меган        |
| 2010 | ф  | Зірковий ескорт  | Get Him to the Greek                     | Татьяна      |
| 2010 | кф |                  | The Candidate                            | Кет          |
| 2011 | в  |                  | The Boys and Girls Guide to Getting Down | Дана         |
| 2011 | ф  | Нестерпні боси   | Horrible Bosses                          | Джеймі       |
| 2012 | ф  |                  | Dysfunctional Friends                    | Террі        |
| 2013 | ф  |                  | Random Encounters                        | Мінді        |
| 2014 | в  |                  | When Sparks Fly                          | Емі Петерсон |
| 2015 | ф  |                  | Anti-Social                              | Кірстен      |
| 2016 | в  |                  | Dater's Handbook                         | Кесс         |

## Підтримка України
На тлі російського вторгнення в Україну Маркл разом із принцом Гаррі підтримали українців. Їхній фонд Archwell перерахував суму, яка залишається в секреті, благодійним організаціям, що надають підтримку Україні.
12 квітня2025 виклала сторіс у Інстаграмі пасхи яку Гаррі привіз після візиту у України.